# Inilli
Inilli är en ort i Azerbajdzjan.   Den ligger i distriktet Cəlilabad Rayonu, i den sydöstra delen av landet, 180 km sydväst om huvudstaden Baku. Inilli ligger 106 meter över havet och antalet invånare är 533.
Terrängen runt Inilli är lite kuperad. Närmaste större samhälle är Dzhalilabad, 10,7 km sydost om Inilli.
Trakten runt Inilli består till största delen av jordbruksmark. Runt Inilli är det ganska tätbefolkat, med 104 invånare per kvadratkilometer.